# Katedra Kanterberyjska
Katedra Kanterberyjska (ang. Canterbury Cathedral) – gotycka katedra w Canterbury, w południowo-wschodniej Anglii (Wielka Brytania), wpisana na listę światowego dziedzictwa UNESCO. Jest jedną z dwóch (obok Pałacu Lambeth) formalnych siedzib arcybiskupa Canterbury, duchowej głowy Kościoła Anglii i całej Wspólnoty anglikańskiej. Jej formalny tytuł to: Katedralny i Metropolitalny Kościół Chrystusa w Canterbury – Cathedral and Metropolitical Church of Christ at Canterbury.
Pierwszym biskupem katedry był św. Augustyn z Canterbury, który wcześniej był opatem benedyktyńskiego klasztoru św. Andrzeja na Monte Celio w Rzymie. Papież Grzegorz I w 597 wysłał go z misją do Anglo-Saksonii. Katedra była ufundowana przez Augustyna w 602 roku. Pierwotnie miała formę budowli w stylu romańskim.
W 1174 roku katedra została zniszczona w pożarze. Odbudowa trwała następne 8 lat, w których forma budowli ulegała stopniowej zmianie w gotycką.
Pierwsze wzmianki o katedrze można znaleźć w Kościelnej Historii Anglików Bedy Czcigodnego. Wykopaliska archeologiczne pod nawą kościoła w 1993 potwierdziły oryginalność fundamentów saksońskiej katedry, która leżała w pobliżu prastarej rzymskiej drogi. Św. Augustyn ufundował również poza murami miasta benedyktyńskie opactwo św. Piotra i Pawła, które było później miejscem jego pochówku i zostało poświęcone jemu samemu.
W 1982 r. Jan Paweł II odwiedził katedrę w czasie wizyty w Wielkiej Brytanii.

## Galeria

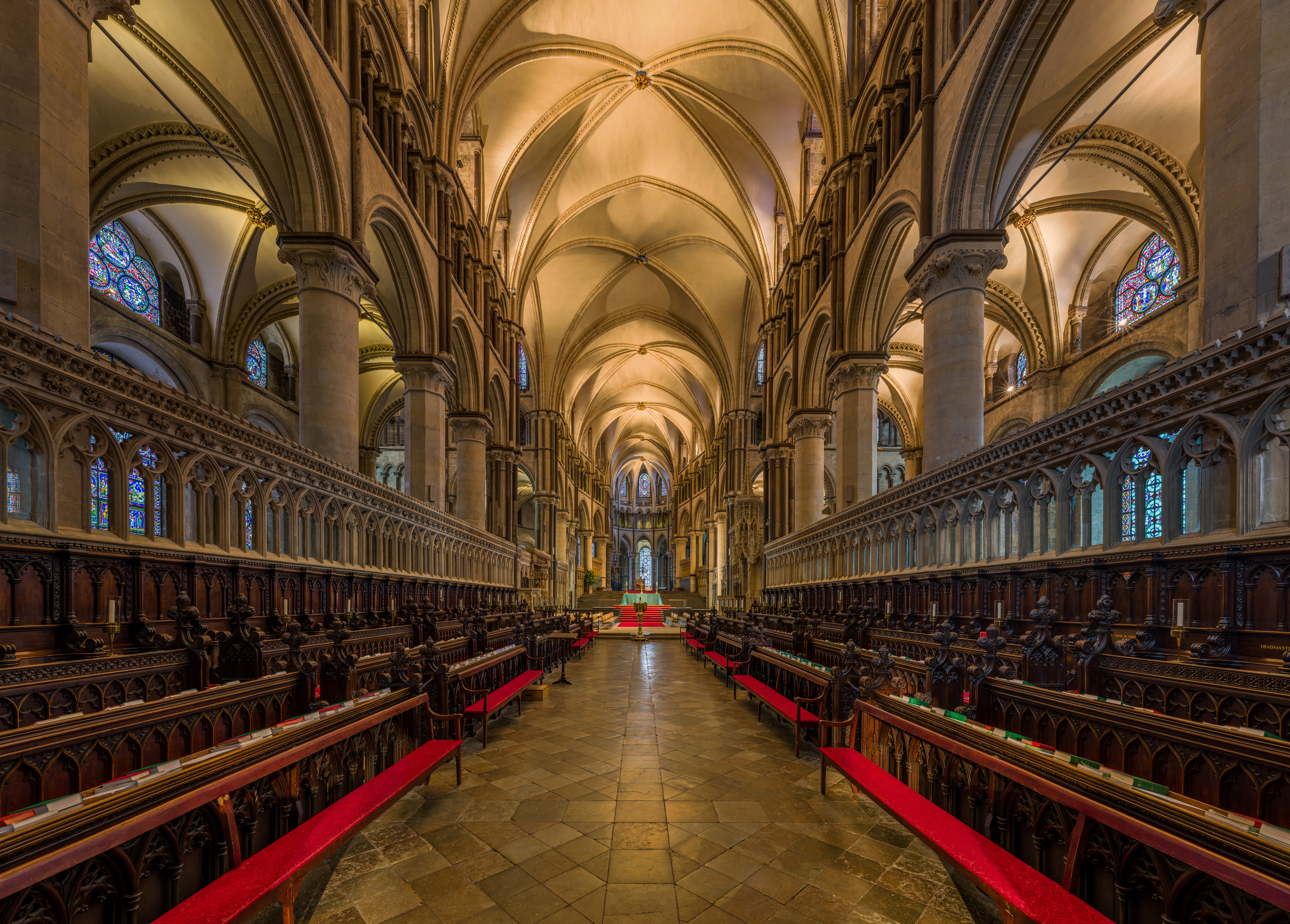
Wnętrze świątyni
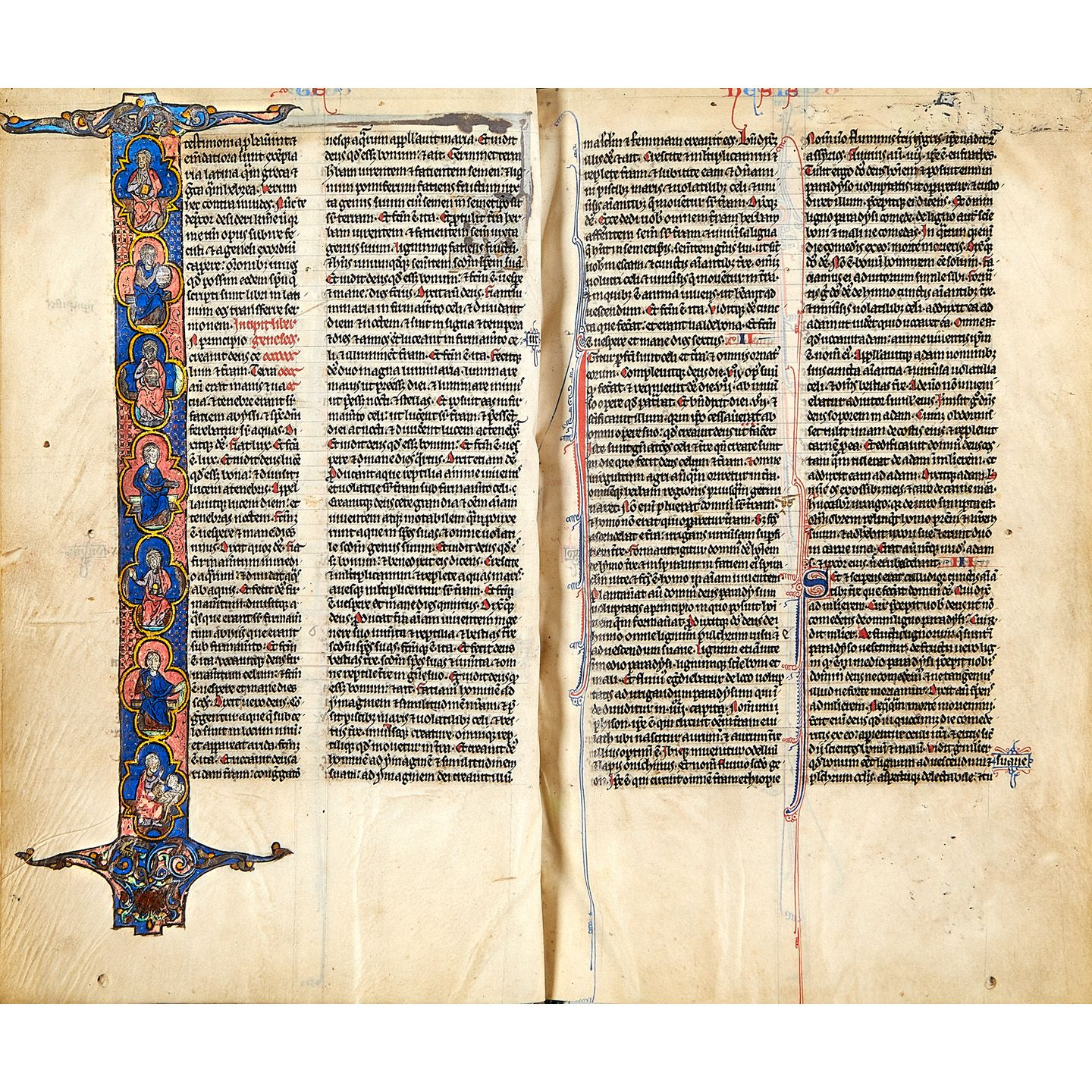
Biblia Lyghfielda przechowywana w katedrze